# 桜田門事件
桜田門事件（さくらだもんじけん）は、昭和7年（1932年）1月8日に起きた昭和天皇の暗殺を狙った襲撃事件で、四事件ある大逆事件の一つ（最後）である。犯人は大韓民国臨時政府の抗日武装組織「韓人愛国団」に所属していた李奉昌で、天皇に危害を加えようとしたなどで大逆罪に問われ、死刑となった。李奉昌大逆事件とも。

## 経緯

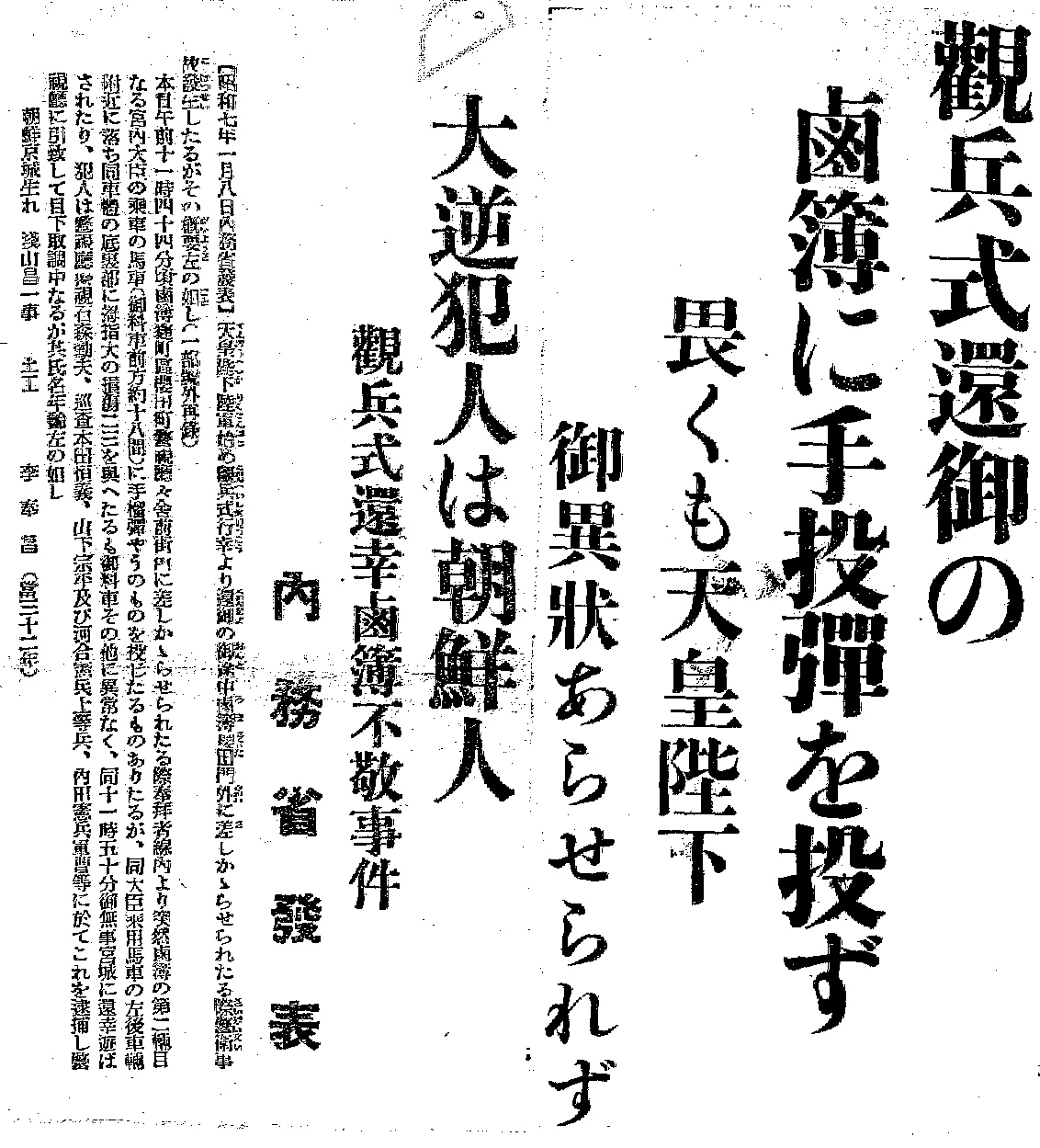
観兵式還御の鹵簿に手投弾を投ず : 畏くも天皇陛下御異状あらせられず : 大逆犯人は朝鮮人（大阪朝日新聞 1932年1月9日）

昭和7年1月8日、陸軍始観兵式のため、行幸が行われていた。午前11時44分頃、還幸中に、皇居・桜田門の外、麹町区桜田町警視庁庁舎前に通りに差し掛かった還幸の列の馬車に対して、突然、奉拝者の線から沿道に飛び出した男が手榴弾を投げつけた。
狙われた馬車は第二両目の御料馬車で、宮内大臣一木喜徳郎が乗車するものであった。手榴弾は左後輪付近に落ちて炸裂し、馬車の底部に親指大の2、3の穴を開けたが、手榴弾は威力が小さく、馬車と隊列はそのまま進んで午前11時51分頃、皇居内に到着した。後に破片で、騎乗随伴していた近衛騎兵1人とその乗馬と馬車馬の馬2頭が負傷していたことがわかった。
昭和天皇は第三両目の御料馬車に乗車しており、手榴弾はその32メートルも前方で炸裂。車内にあって音を聞いた程度だった。奈良武次武官長が陪乗していたが、天皇は極めて冷静沈着で、帰還後も事件について何ら言葉をかけることもなかったという。
襲撃者は一名で、警視石森勳夫、巡査本田恒義、山下宗平、憲兵河合上等兵、内田軍曹の五名によって即座に逮捕された。犯人は朝鮮京城生まれの李奉昌という人物で、朝鮮独立を目指す金九が組織した抗日武装組織・韓人愛国団（大韓僑民団）から派遣された刺客であった。

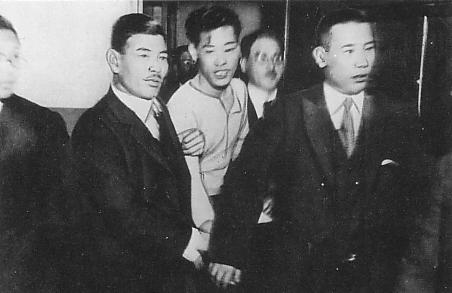
即座に取り押さえられた李奉昌

李は先月28日に昭和天皇が観兵式に臨席することを東京朝日新聞で知り、犯行の前々日（1月6日）にバス運転手菅原久五郎から偶然入手した憲兵曹長「大場全奎」の名刺を使って観兵式の警戒網を2回突破した。赤坂付近で襲撃する予定が、待っている間に付近の一つ木食堂で日本酒を飲んでいて行幸の列をやり過ごしてしまい、李は慌てて円タクを呼び止めて三宅坂の陸軍参謀本部前で降り、そこから走って警視庁正門まで行って奉拝者の列に混ざったという次第であった。李はどの御料馬車に天皇が乗車しているかを知らなかった。焦りや動揺の中で第一両目に投げようとしたが投げきれずに断念し、第二両目が次に来て漸く決心して投げきったというところで、誰が乗車しているかなどを考える余裕はそもそもなく、襲撃は失敗に終わった。
この事件は大逆罪（刑法第73条）に該当し、大審院特別権限に属するということで、東京地方裁判所検事正は、即日、検事総長小山松吉に送致し、小山は直ちに大審院長和仁貞吉に予審を請求。和仁は東京地方裁判所判事に予審を命じ、上席予審判事秋山高彦が取り調べること、国選弁護人には鵜澤總明、山口貞昌の両名があたることに決定した。6月30日までに予審は終了し、大審院は7月19日に公判開廷日を決定。9月16日、公判を開き、予審調書を採用して即日結審した。
9月30日午前9時15分、大審院特別刑事部の和仁裁判長は被告李奉昌に刑法第73条により死刑を言渡した。10月10日、市谷刑務所にて死刑が執行された。

## 影響
不敬事件の発生に驚愕した犬養内閣は、内閣書記官長森恪の招集で緊急閣議を開き、政府責任について協議した。大正12年（1923年）の虎ノ門事件の際には第2次山本内閣は総辞職したため、これに倣おうという意見や自重すべきという意見など様々あった。内務大臣中橋徳五郎、商工大臣前田米蔵、農林大臣山本悌二郎が旅行中で、大蔵大臣高橋是清は病気療養中で欠席していたが、とりあえず辞表を提出して天皇の裁可を仰ごうということになり、当日午後5時に旅行中の三名分を除く全員の辞表が提出された。
ところが8日の夜、昭和天皇は現在の時局は重大であるとして鈴木貫太郎侍従長を西園寺公望のもとに派遣して下問させ、事態収拾を命じた。西園寺は犬養毅が優諚拝受して内閣を続行するように説得した。山本権兵衛も当事件は虎ノ門事件の状況とは異なると述べ、引責辞任の必要はないとした。翌9日午前8時、犬養毅首相以下全閣僚が出仕。午前10時、天皇自ら「時局重大なるが故に留任せよ」と命じて、犬養内閣は一転して留任することになった。警視総監長延連は罷免され退官した。
他方、上海では中国国民党機関紙「民國日報」が事件について「不幸にして僅かに副車を炸く」などと犯人に好意的な報道をしたことから、現地の日本人社会による糾弾運動に発展して日中関係が緊迫化し、これが第1次上海事変の原因の1つになった。